# Aeroporto Internazionale di Bangor
L'aeroporto internazionale di Bangor (IATA: BGR, ICAO: KBGR) è un aeroporto civile che si trova a 4,8 km a ovest della cittadina di Bangor, nella contea di Penobscot, Maine, Stati Uniti d'America.

## Storia
È di proprietà dell'amministrazione della città di Bangor che ne è anche il gestore; in precedenza era sede di una installazione militare conosciuta come Dow Air Force Base. L'aeroporto dispone di una sola pista di 3.487 metri di lunghezza. Nonostante la partenza della maggior parte delle forze aeree militari della United States Air Force alla fine del 1960, nell'aeroporto internazionale di Bangor resta un piccolo contingente dell'Aeronautica.
L'aeroporto deve il suo traffico alla sua posizione che funge da corridoio aereo principale fra l'Europa e la costa orientale degli Stati Uniti.
L'aeroporto internazionale di Bangor era sulla lista della NASA per gli atterraggi d'emergenza dello Space Shuttle Discovery.
A fine degli anni '70 l'aeroporto balzò agli onori della cronaca per il caso di Erwin Kreuz, il quale ha ispirato "Landscapes of America di Bill Harris, vol.2" (1987), in An American Moment (1990), ha aiutato Dorothea Frede a illustrare un problema di filosofia nella sua tesi presso l'Università di Oxford Platone Two: Ethics, Politics, Religion, and the Soul ; inoltre Barbara Wilson e Barbara Sjoholm ne hanno fatto la base per un racconto nella loro raccolta del 1988 Miss Venezuela ..
Gran parte della miniserie televisiva I Langolieri (The Langoliers) è stata girata nel suddetto aeroporto.

## Statistiche
Questo grafico non è disponibile a causa di un problema tecnico.
Si prega di non rimuoverlo.
Vedi la query Wikidata di origine.